# 6073 Tähtiseuraursa
A 6073 Tähtiseuraursa (ideiglenes jelöléssel (6073) 1939 UB) a Naprendszer kisbolygóövében található aszteroida. Yrjö Väisälä fedezte fel 1939. október 18-án.